# Cadillac Tonneau

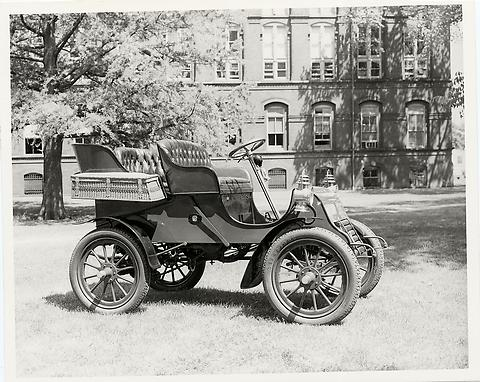
Cadillac Tonneau, 1903

Cadillac Tonneau und Cadillac Runabout, zur Zeit ihrer Herstellung auch einfach nur Cadillac, nachträglich auch Cadillac Model A genannt, waren die ersten von dem US-amerikanischen Automobilhersteller Cadillac in den Jahren 1903/04 gebauten Modelle.
Beim ersten Cadillac handelte es sich um einen offenen vierrädrigen Zwei- oder Viersitzer, der in seinen Abmessungen etwa dem heutigen Smart entsprach. Die Bezeichnung „Tonneau“ bezog sich auf einen abnehmbaren Aufsatz am Fahrzeugheck, der zwei weiteren Personen hinter Fahrer und Beifahrer Platz bot; das zweisitzige Parallelmodell ohne diesen Aufsatz nannte sich Cadillac Runabout.
Angetrieben wurde der Tonneau von einem liegend unter dem linken Vordersitz untergebrachten Einzylindermotor der Firma Leland & Faulconer (Typ „Little Hercules“), der seine Kraft über ein Zweigang-Planetengetriebe an die Hinterräder übertrug. Die Karosserie saß auf einem geknickten Stahlrahmen, die Federung übernahmen je zwei halbelliptische Blattfedern an Vorder- und Hinterachse. Per Bremspedal wurden die mechanisch betätigten, auf zwei Räder wirkenden Trommelbremsen bedient.
Für den zweisitzigen Runabout verlangte Cadillac 750 USD. Der Tonneau-Aufsatz kostete einen Aufpreis von 100 Dollar; für 30 bzw. 50 Dollar ließ sich ein Gummi- bzw. Lederverdeck mit Seitenschürzen erwerben.
Tonneau und Runabout blieben bis in das Jahr 1904 hinein in Produktion und kamen im ersten Produktionsjahr auf eine Stückzahl von 2497 Exemplaren (womit Cadillac der größte Autobauer in den USA war); für 1904 liegen keine Zahlen für die einzelnen Baureihen vor.
Nachfolger von Tonneau und Runabout war das im Januar 1904 vorgestellte Cadillac Model B.
| Modelljahr | Hubraum (cm³) | Leistung (kW) | Radstand (cm) | Länge (cm) | Leergewicht (kg) | Preis (US-$) | Stückzahl |
| ---------- | ------------- | ------------- | ------------- | ---------- | ---------------- | ------------ | --------- |
| 1903/04    | 1609          | 4,75–6,25     | 182,9         | 281,9      | 621–657          | 750–850      | ca. 2600  |